# Renata Drozd

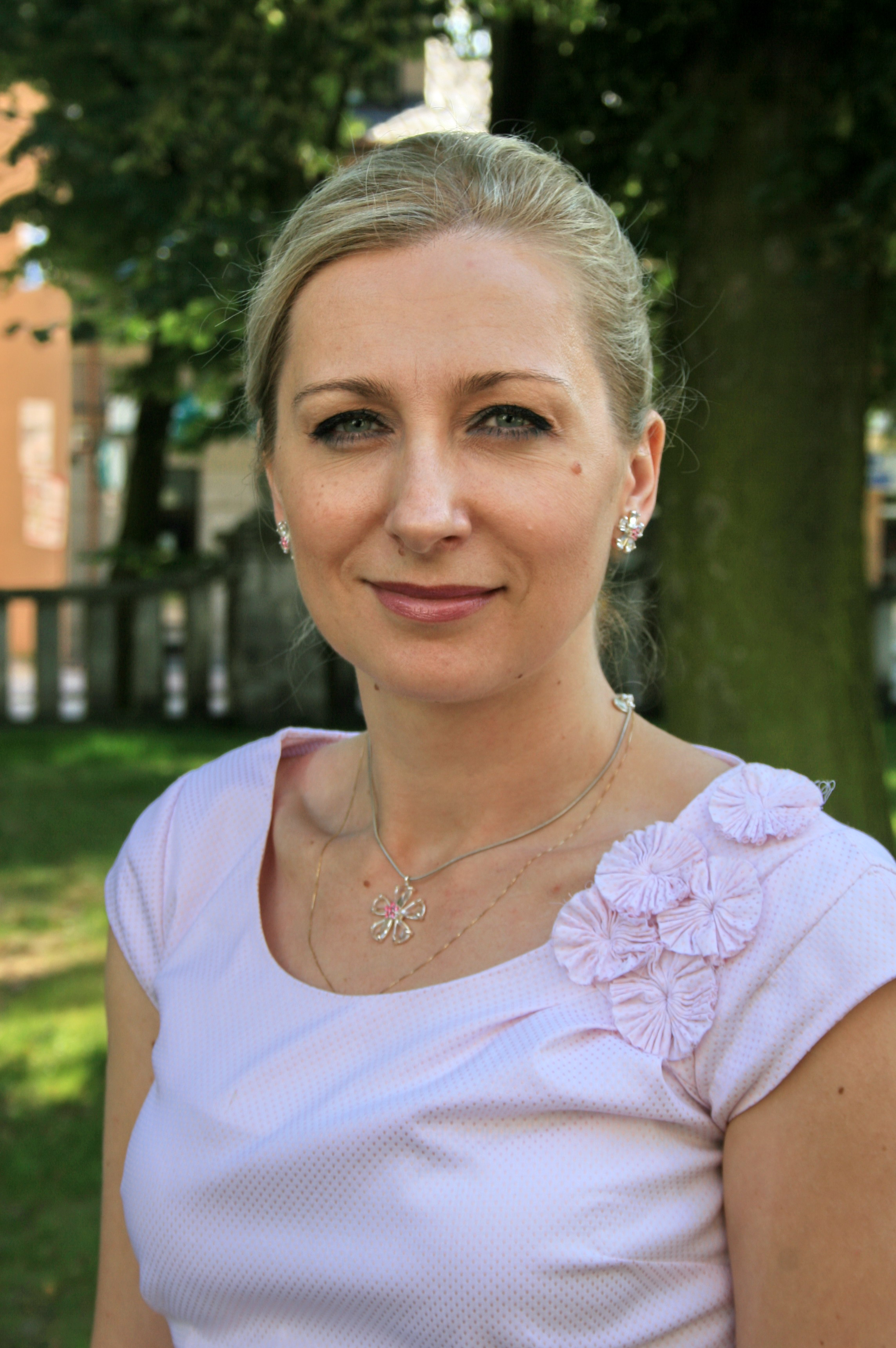

Renata Drozd (n. Polonia) es una cantante soprano que se graduó en la Academia de música Grażyny y Kiejstuta Bacewiczów de Łódź.
Desde 2005 ha sido solista en el teatro musical de Lublin. Su repertorio se compone de partes principales de ópera y opereta, ha interpretado Silva Varescu (Princesa Czardasz - Imre Kálmána), Hanny Glavari (Viuda feliz - Ferenca Lehara), Micaeli (Carmen - Georgesa Bizeta).
En 2006 se asoció con Waldemar Malicki, que realiza y participa en la grabación de programas de televisión y es autor de la serie: ¿Qué está pasando aquí? (Co tu jest grane?) y Filarmónica de ingenio (Filharmonia Dowcipu).